# Regata El Gaitero
La Regata El Gaitero fue la regata de vela de altura más importante del Cantábrico. La organizaba el Real Club Astur de Regatas (RCAR), con el patrocinio de Grupo El Gaitero.
Constaba de cuatro pruebas:
- 1.ª prueba: Travesía de Guecho a Santander (42 millas)
- 2.ª prueba: Travesía de Santander a Gijón (92 millas)
- 3.ª prueba: Recorrido en Gijón (15 millas)
- 4.ª prueba: Recorrido en Gijón (15 millas)

El número de cruceros participantes estaba limitado a 50, y se competía aplicando el rating IRC (International Rating Certificate). Es decir, que eran de aplicación los coeficientes IRC (también llamados Time Correction Club -TCC-) como sistema para la compensación de tiempos.

## Historia
Se disputó entre 1996 y 2019, cuando dejó de celebrarse debido a la pandemia de COVID-19, y siempre contó con las mismas pruebas, es decir, dos regatas costeras que cruzan tres comunidades autónomas del norte de España (País Vasco, Cantabria y Asturias), y dos mangas más en el campo de regatas de Gijón.
En 2022 fue sustituida por la Regata Cantábrica, entre Guecho y Gijón, puntuable para la Liga Plus-One 50+.

## Palmarés
| Año  | Yate                     | Modelo          | Patrón                | Club                                             | Pabellón |
| 1996 | Hannan Brutus            | First Class 8   | Álvaro Lambás         | Real Club Astur de Regatas                       | España   |
| 1997 | Lacre                    | First Class 8   | Antonio Pereda        | Real Club Marítimo de Santander                  | España   |
| 1998 | Universidad de Cantabria | Sun Fast 32     | María Luisa Gallo     | Real Club Marítimo de Santander                  | España   |
| 1999 | Boro VI                  | X-362 SPORT     | Salvador Albiñana     | Real Club Marítimo de Santander                  | España   |
| 2000 | Yemaya                   | First 40.7      | José A. Salguero      | Real Club Náutico de Laredo                      | España   |
| 2001 | Flying Neleb             | Swan 36         | Federico García       | Real Club Marítimo de Santander                  | España   |
| 2002 | Corus                    | First 36.7      | Toño Gorostegui       | Real Club Marítimo del Abra y Real Sporting Club | España   |
| 2003 | Yamamay                  | First 40.7      | Javier Gallo Vizcaíno | Real Club Marítimo de Santander                  | España   |
| 2004 | Flying Neleb             | Swan 36         | Federico García       | Real Club Marítimo de Santander                  | España   |
| 2005 | Symphony                 | IMX 40          | Javier Onaindía       | Real Club Marítimo del Abra y Real Sporting Club | España   |
| 2006 | Yemaya                   | First 40.7      | Javier González       | Real Club Marítimo de Santander                  | España   |
| 2007 | As de Guía VII           | Dufour 34       | Javier Peña           | Club Náutico Bahía de Vizcaya                    | España   |
| 2008 | Beelzebuth IV            | Grand Soleil 40 | Richard Bedere        | Círculo de Vela de Arcachón                      | Francia  |
| 2009 | Phoenix                  | Farr 40         | Juan Mocoroa Llonis   | Club de Vela Zumaya                              | España   |
| 2010 | Beelzebuth IV            | Grand Soleil 40 | Richard Bedere        | Círculo de Vela de Arcachón                      | Francia  |
| 2011 | Gorilón                  | X-332 SPORT     | Emigdio Bedia         | Real Club Marítimo de Santander                  | España   |
| 2012 | Yamamay                  | First 40.7      | Javier Gallo Vizcaíno | Real Club Marítimo de Santander                  | España   |
| 2013 | Menudeta                 | Sun Legende 41  | Víctor Carrión        | Club Náutico Punta Lagoa                         | España   |
| 2014 | Elior-Beelzebuth IV      | Grand Soleil 40 | Richard Bedere        | Círculo de Vela de Arcachón                      | Francia  |
| 2015 | Elior-Beelzebuth IV      | Grand Soleil 40 | Richard Bedere        | Círculo de Vela de Arcachón                      | Francia  |
| 2016 | Aizen                    | Sun Fast 32     | Gustavo Arce          | Real Club Marítimo de Santander                  | España   |
| 2017 | Gorilón                  | X-332 SPORT     | Juan Bedia Cagigal    | Real Club Marítimo de Santander                  | España   |
| 2018 | Falcon                   | First Class 10  | Philippe Roy          | Círculo de Vela de Arcachón                      | Francia  |
| 2019 | Roark                    | Melges 32       | Jerome Baronnet       | Círculo de Vela de Arcachón                      | Francia  |